# Gustav Ahnelöv
Gustav Ahnelöv, född 22 april 1996, är en svensk professionell ishockeyspelare som spelar för Coventry Blaze i brittiska ligan EIHL. 
Han är yngre bror till den professionella ishockeyspelaren Jonas Ahnelöv.